# Zapus trinotatus
Zapus trinotatus е вид бозайник от семейство Тушканчикови (Dipodidae).

## Разпространение
Видът е разпространен в Канада и САЩ.